# Mihăileni (okręg Sybin)
Mihăileni – wieś w Rumunii, w okręgu Sybin, w gminie Mihăileni. W 2011 roku liczyła 235 mieszkańców.